# Campeonato Mundial de Ciclismo en Ruta de 1988
Los Campeonatos del mundo de ciclismo en ruta de 1988 se celebró en la ciudad belga de Ronse el 28 de agosto de 1988. Al ser año olímpico, todos los eventos olímpicos sirvieron como campeonatos del mundo, dejando sólo la carrera profesional de carretera y la prueba de contrarreloj femenina por disputarse.

## Resultados
| Evento                     | Oro                                                                         | Oro       | Plata                                                                             | Plata | Bronce                                                                 | Bronce |
| -------------------------- | --------------------------------------------------------------------------- | --------- | --------------------------------------------------------------------------------- | ----- | ---------------------------------------------------------------------- | ------ |
| Pruebas masculinas         |                                                                             |           |                                                                                   |       |                                                                        |        |
| Hombres - carrera en línea | Maurizio Fondriest · Italia                                                 | 7h 2' 11" | Martial Gayant Francia                                                            | + 27" | Juan Fernández · España                                                | + 41"  |
| Pruebas femeninas          |                                                                             |           |                                                                                   |       |                                                                        |        |
| Contrerreloj por equipos   | Italia · Monica Bandini · Roberta Bonanomi · Maria Canins · Francesca Galli |           | Unión Soviética Alla Jakovleva Nadesja Kibardina Svetlana Rojkova Laima Zilporite |       | Estados Unidos Jeannie Golay Phyllis Hines Jane Marshall Leslie Schenk |        |